# L'oceano in fondo al sentiero
L'oceano in fondo al sentiero è un romanzo fantasy di Neil Gaiman, pubblicato originariamente da William Morrow and Company il 18 giugno 2013 ed edito in Italia da Mondadori nello stesso anno.
È stato votato Libro dell'Anno ai British National Book Awards.

## Trama
Un uomo di mezza età torna nel paese della sua infanzia per partecipare a un funerale. Rivisita la casa in cui è cresciuto insieme alla sorella maggiore e la fattoria abitata da tre donne tra cui Lettie Hempstock, la sua vicina di casa che sosteneva che lo stagno in fondo al sentiero fosse un oceano. Alla fattoria incontra una componente della famiglia Hempstock e ripensa a degli avvenimenti accaduti durante la sua infanzia, che credeva di aver dimenticato.
La storia inizia quando il narratore ha sette anni e un cercatore di opali, alloggiato nella casa di famiglia, ruba l'auto del padre e si suicida sui sedili posteriori per aver perso al gioco tutti i soldi prestatigli dagli amici. La sua morte permette a un essere soprannaturale di avere accesso al nostro mondo.
Durante la notte, una moneta si incastra nella gola del protagonista, che chiede aiuto a Lettie per liberarsene. Lei lo aiuta e insiste che lui la accompagni nel viaggio necessario per trovare lo spirito e costringerlo a tornare nel suo mondo. L'unica raccomandazione di Lettie è che mai, per nessun motivo, dovrà lasciarle la mano. Tuttavia, colto di sorpresa, il ragazzino lo fa ugualmente e in quello stesso istante qualcosa gli si incastra nel piede. Tornato a casa, estrae dal tallone qualcosa che sembra un verme; un pezzo, però, rimane all'interno del suo piede.
Il giorno successivo, la madre inizia un nuovo lavoro e annuncia di aver assunto una nuova governante, Ursula Monkton, affinché si prenda cura di lui e della sorella. Il narratore prova un'antipatia istantanea nei suoi confronti e presto si rende conto che è in realtà il verme che si è estratto dal piede: lo ha usato come vettore per uscire dal luogo in cui si sono recati lui e Lettie, e ora vive nella sua casa. Ursula fa presto a ingraziarsi la sua famiglia, conquista la sorella e seduce il padre, mentre il narratore è sempre più alienato dalla propria famiglia - per poco il padre non lo affoga nella vasca, proprio sotto gli occhi di Ursula.
Il bambino passa così la maggior parte del suo tempo chiuso in camera, cercando di evitare Ursula. Una notte, spaventato, riesce a scappare. Riesce per il rotto della cuffia ad arrivare alla fattoria, dove le tre donne si prendono cura di lui e gli estraggono l'ultimo pezzetto di verme dal piede: Ursula lo aveva lasciato lì come via di fuga. Insieme a Lettie affronta Ursula, che rifiuta di abbandonare per sempre questo mondo, molto meno pericoloso di quello da cui viene. Ursula, pur credendo che non esista nulla al mondo che può ferirla, viene attaccata ed eliminata dagli "uccelli famelici", delle creature oscure che hanno una funzione simile a quella degli avvoltoi. Questi insistono nel voler anche mangiare il cuore del ragazzino, poiché lì rimane ancora incastrato un pezzetto del verme di Ursula. Le Hempstock lo riconducono al sicuro dentro la loro proprietà attraverso l'oceano dietro la fattoria, che Lettie gli porta dentro a un secchio. Mentre si trova nell'oceano, capisce la natura di tutte le cose, ma la memoria si sbiadisce non appena esce.
Le Hempstock gli promettono di tenerlo al sicuro, ma gli uccelli famelici iniziano a mangiare il suo mondo per costringerlo a uscire dalla proprietà. Il ragazzino in effetti tenta di sacrificare se stesso, ma Lettie lo salva saltando tra lui e gli uccelli famelici. La nonna di Lettie li minaccia di distruggerli in caso non se ne vadano. Gli uccelli cedono, ma Lettie è quasi morta in seguito al loro attacco. Le Hempstock adagiano il corpo di Lettie nell'oceano dietro la fattoria, dove riposerà finché non sarà pronta a tornare nel suo mondo. Dopo questi fatti, la memoria del narratore si sbiadisce e crede di ricordare che Lettie si sia trasferita in Australia.
La narrazione ritorna poi al tempo presente, quando il narratore ricorda tutti gli avvenimenti ed è stupito quando le Hempstock gli dicono che quello non è il suo primo ritorno alla casa d'infanzia: l'ha già visitata almeno due volte da adulto, ed è tornato alla fattoria almeno un'altra volta, per riportare indietro un gattino trovato durante i suoi primi viaggi con Lettie. Viene suggerito che gli uccelli famelici gli abbiano in effetti mangiato il cuore, che sia ancora vivo grazie al sacrificio di Lettie e che il cuore gli stia piano piano ricrescendo. Le sue visite alla fattoria sarebbero in realtà il frutto della volontà di Lettie, che vuole controllare che stia bene mentre lei dorme e guarisce. La preoccupazione nel narratore per le cose che si dimenticano scompare presto, mentre inizia a dimenticare il passato un'altra volta e chiede alle Hempstock di salutare Lettie da parte sua, se le dovesse contattare dall'Australia.

## Premi e riconoscimenti
- 2013 Nomination al Premio Nebula per il miglior romanzo
- 2014 Premio Locus per il miglior romanzo fantasy[1][2][3]